# Paul Baudry
Ne doit pas être confondu avec Paul Bauldri ou Cécile Paul-Baudry.
Pour les articles homonymes, voir Paul Baudry (1825-1909) et Baudry.
Paul Jacques Aimé Baudry né à La Roche-sur-Yon le 7 novembre 1828 et mort à Paris le 17 janvier 1886 est un peintre français.
Il est l'un des plus célèbres représentants de l’art académique sous le Second Empire. Il est le frère aîné de l'architecte Ambroise Baudry (1838-1906).

## Biographie
Fils d'un sabotier, Paul Baudry étudie le dessin avec Antoine Sartoris, professeur au lycée de La Roche-sur-Yon. Il entre à l'École des beaux-arts de Paris en 1844, grâce à une bourse municipale sollicitée par son professeur, et intègre l'atelier de Michel Martin Drolling. Il étudie la peinture du Corrège et partage le grand prix de Rome en 1850 avec William Bouguereau.
Il exécute des portraits et des compositions historiques, ainsi que des décorations murales.
Napoléon III lui confie le décor du foyer de l'Opéra Garnier, auquel il travaille durant dix ans.
Il réalise entre autres, le décor de l’hôtel Fould en 1854, celui de l’hôtel Galliera en 1863 et celui de l’hôtel de la Païva. Il prend part également à l'exécution du décor du château de Chantilly pour lequel il peint le Saint-Hubert de la cheminée de la galerie des Cerfs, ancienne salle à manger du duc d'Aumale.
Paul Baudry est élu membre de l'Académie des beaux-arts en 1870.
Il réalise également le billet de 100 francs bleu 1882 de la Banque de France.
Il voyage en Orient[Quand ?] et meurt subitement, après avoir été malade l’année précédente, au 70 bis rue Notre-Dame-des-Champs, avant d’avoir pu exécuter son projet de décoration du Panthéon de Paris.

## Sa sépulture
Paul Baudry repose à Paris au cimetière du Père-Lachaise, (4e division). Son monument funéraire a été conçu par son frère Ambroise.
Il se compose d'un sarcophage surmonté d'une pyramide, en marbre noir, adossés à une large stèle en marbre gris. Un buste de Paul Baudry, œuvre du sculpteur Paul Dubois, est posé sur la pyramide. Le monument est complété par deux œuvres allégoriques, en bronze, du sculpteur Antonin Mercié.
À gauche, La Douleur, représentée par une femme recouverte de longs voiles, appuyée sur le sarcophage et fixant du regard une palette, des pinceaux et une palme; à droite, plane dans les airs La Renommée qui dépose une couronne de laurier sur la tête de Paul Baudry; la statue de la femme voilée est signée du fondeur parisien Ferdinand Barbedienne.
Le monument est devenu monument historique le 21 mars 1983.
Un autre monument, à la mémoire de Paul Baudry, œuvre du peintre et sculpteur Jean-Léon Gérome, sera érigé en 1897, à la Roche-sur-Yon; au cours de son inauguration, le 20 avril 1897, un discours sera prononcé par le peintre Ernest Hébert.

## Œuvres

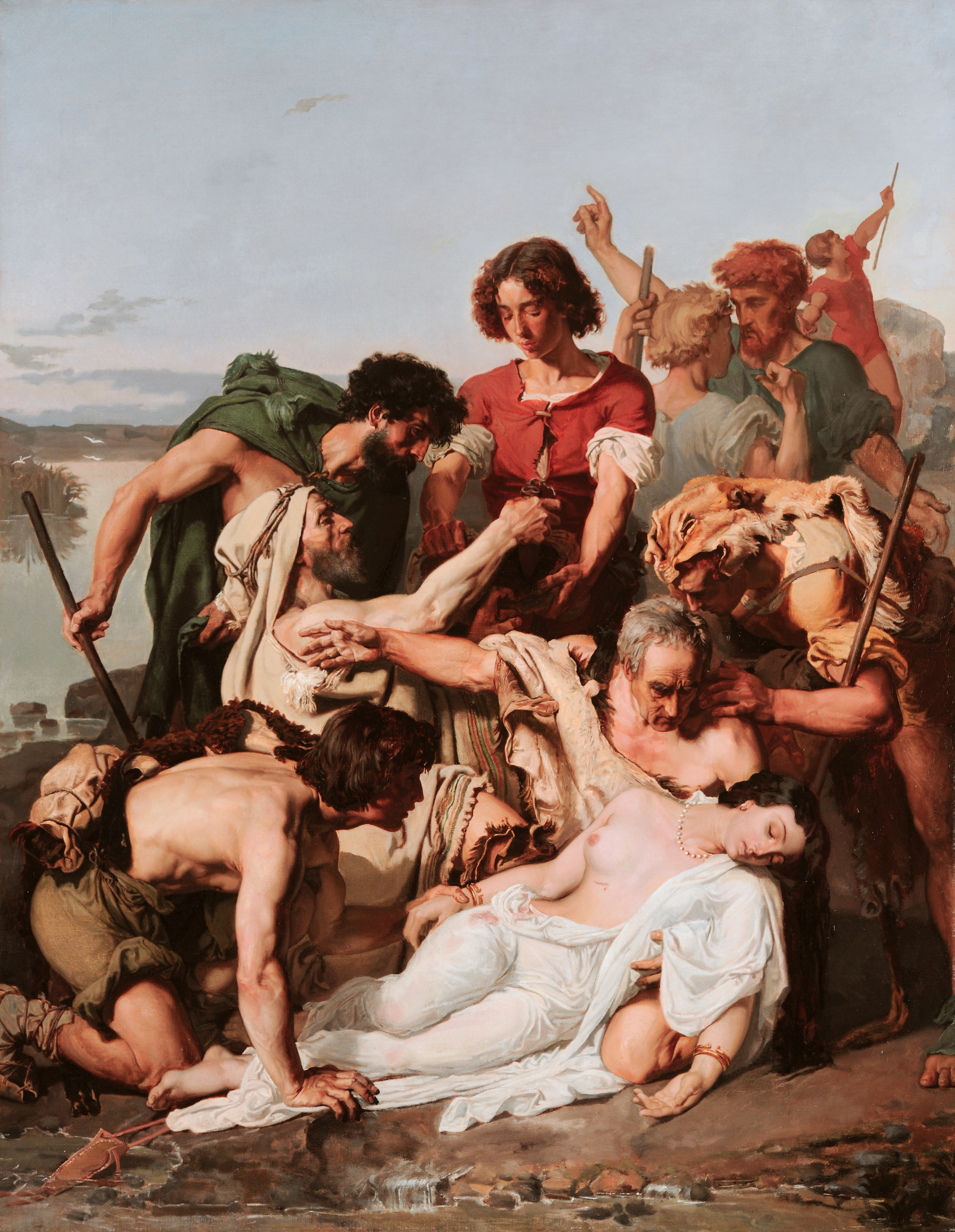
Zénobie trouvée par des bergers sur les bords de l’Araxe, prix de Rome de 1850, Paris, École nationale supérieure des beaux-arts.

- Bordeaux, musée des Beaux-Arts : La Toilette de Vénus.
- Chantilly, musée Condé :
  - Diane au repos, 1858 ;
  - Amours portant les attributs de Minerve ;
  - Enlèvement de Psyché, 1885 ;
  - La Vision de saint Hubert ;
  - L'Ivresse de Noé ;
  - Vénus jouant avec l'Amour.
- Compiègne, musée national du château de Compiègne : Portrait de la comtesse de la Bédoyère.
- Creil, musée Gallé-Juillet : Vue d'une manufacture[9].
- Dijon, musée Magnin : L'Amour et Psyché, dessin préparatoire.
- Fontenay-le-Comte, Musée vendéen :
  - Portrait présumé de Charles Gumery, 1855 ;
  - Portrait de Jane Essler, artiste dramatique, 1862 ;
  - Danaé, d'après Le Corrège, 1864-1865 ;
  - Hébé, étude pour le foyer de l'opéra Garnier, avant 1874 ;
  - Faunesse, étude pour le foyer de l'opéra Garnier, avant 1874 ;
  - Diane chassant l'Amour, 1879 ;
  - Portrait d'Éléonore Gardon, Mme Paul Baudry, 1882 ;
  - Portrait présumé de Mlle Villeroy, dite Mme X…, 1884.
- Grenoble, musée de Grenoble : Le Premier communiant, 1849.
- La Roche-sur-Yon, musée municipal :
  - Portrait de Léopold Travers, 1846-1850 ;
  - La Mort de Vitellius, second prix de Rome de 1847.
  - L'Incrédulité de saint Thomas, 1850 ;
  - La Lutte de Jacob avec l'ange, 1853 ;
  - Adam et Ève, d'après le Tintoret, 1853 ;
- Nantes, musée des Beaux-Arts : 
  - La Madeleine pénitente, 1858, huile sur toile, 98 × 146 cm[10]
  - L'Assassinat de Marat ou Charlotte Corday, 1860, huile sur toile, 203 × 154 cm[11]
- Lyon, musée des Beaux-Arts : La Parisina.
- Paris :
  - École nationale supérieure des beaux-arts[12] :
    - Zénobie trouvée par des bergers sur les bords de l’Araxe, 1850, pièce de réception du prix de Rome.
    - Saint Pierre chez Marie, mine de plomb sur calque, 23,7 × 35 cm[13] ;
    - Ulysse reconnu par sa nourrice Euryclée, mine de plomb sur calque, 34 × 21 cm[14] ;
    - Zénobie trouvée par des bergers sur les bords de l'Araxe, mine de plomb sur calque, 30,9 × 23,1 cm[15].
    - Caricature de Paul Baudry, mine de plomb sur calque, 15,5 × 42 cm[16].
    - Caricature du sculpteur Achille Gumery choisissant pour son premier envoi “L'enfant à la tortue” et l'annonçant à M. Alaux, mine de plomb et aquarelle sur papier beige, 28,5 × 25 cm[17] ;
    - Études d'ensemble pour “Les Poètes civilisateurs” du grand foyer de l'Opéra de Paris, plume, encre brune sur papier brun, 32,5 × 50,2 cm[18],[19] ;
    - Caricature de Jacques-Édouard Gatteaux, plume, encre de Chine sur papier, 11 × 15,9 cm[20].

  - musée d'Orsay :
    - Madeleine Brohan, de la Comédie-Française, 1860 ;
    - La Vérité, 1882 ;
    - Alfred Beurdeley (1808-1882) ;
    - Charles Garnier (1825-1898), 1868, huile sur toile, 102 × 81 cm[21]
    - La Fortune et le jeune enfant, vers 1857, huile sur toile, 194 × 148 cm[22]
    - Madame Charles Garnier (1836-1919).

  - opéra Garnier.
  - Palais de justice, grand-chambre de la Cour de cassation : La Glorification de la Loi, 1879-1881.
  - Petit Palais : Madame Louis Singer, née Thérèse Stern, 1884.
- Localisation inconnue : Le Génie de la Musique en Italie, dessin[23]

Œuvres de Paul Baudry
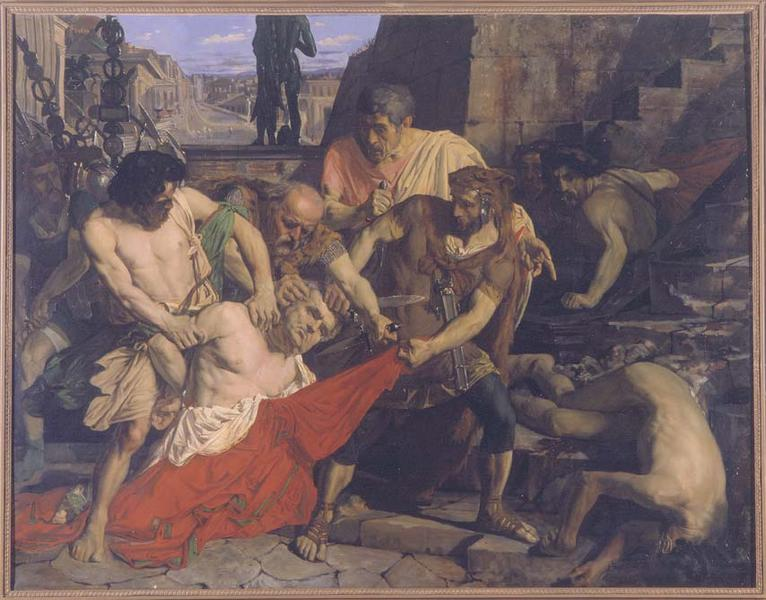
la Mort de Vitellius (1847), La Roche-sur-Yon, musée municipal.
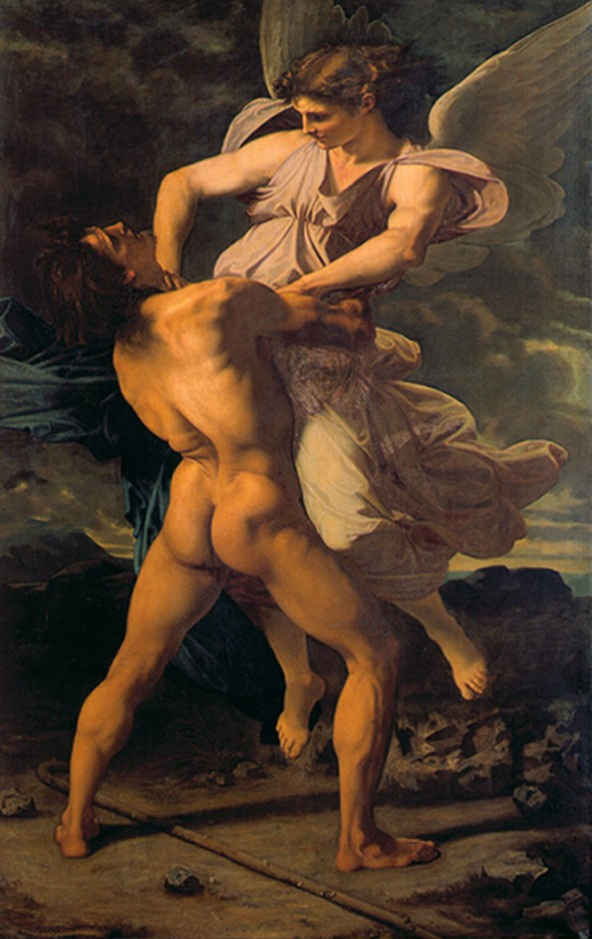
La Lutte de Jacob avec l'ange (1863), La Roche-sur-Yon, musée municipal.
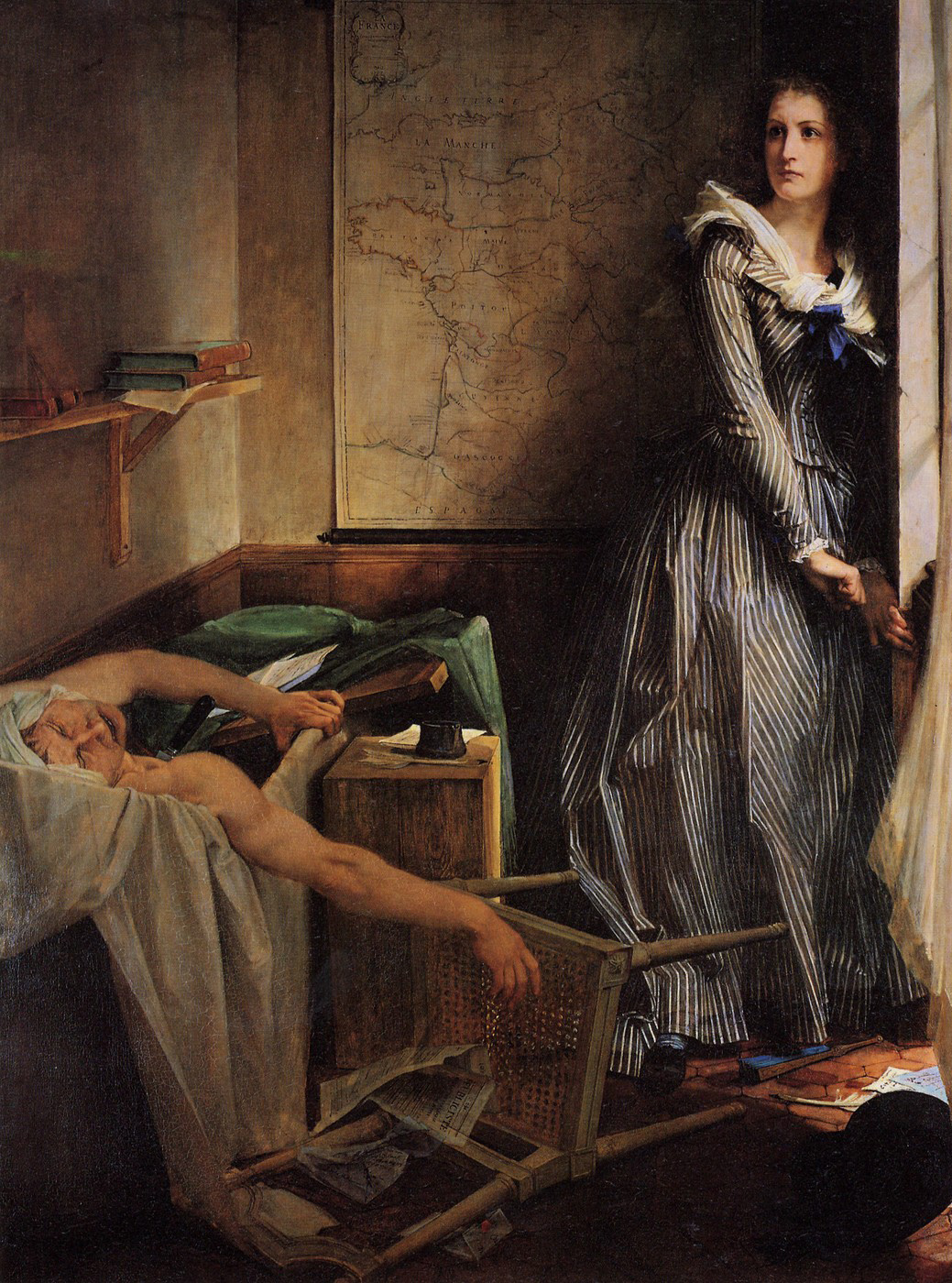
L'Assassinat de Marat (1860), musée des Beaux-Arts de Nantes.
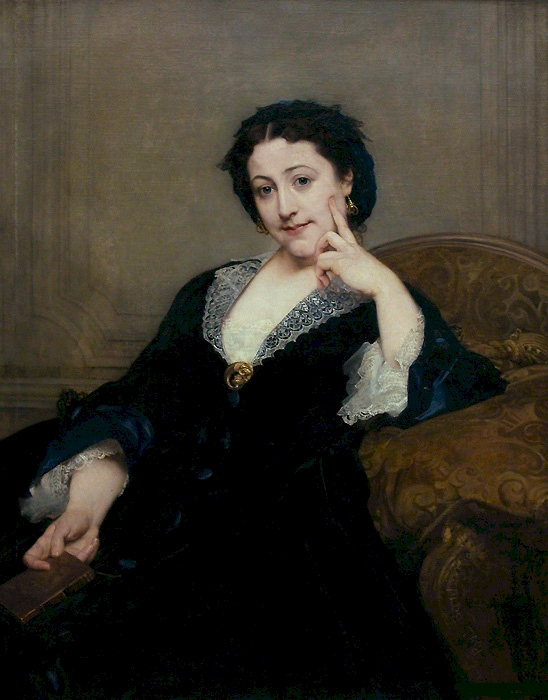
Madeleine Brohan (1860), Paris, musée d'Orsay.
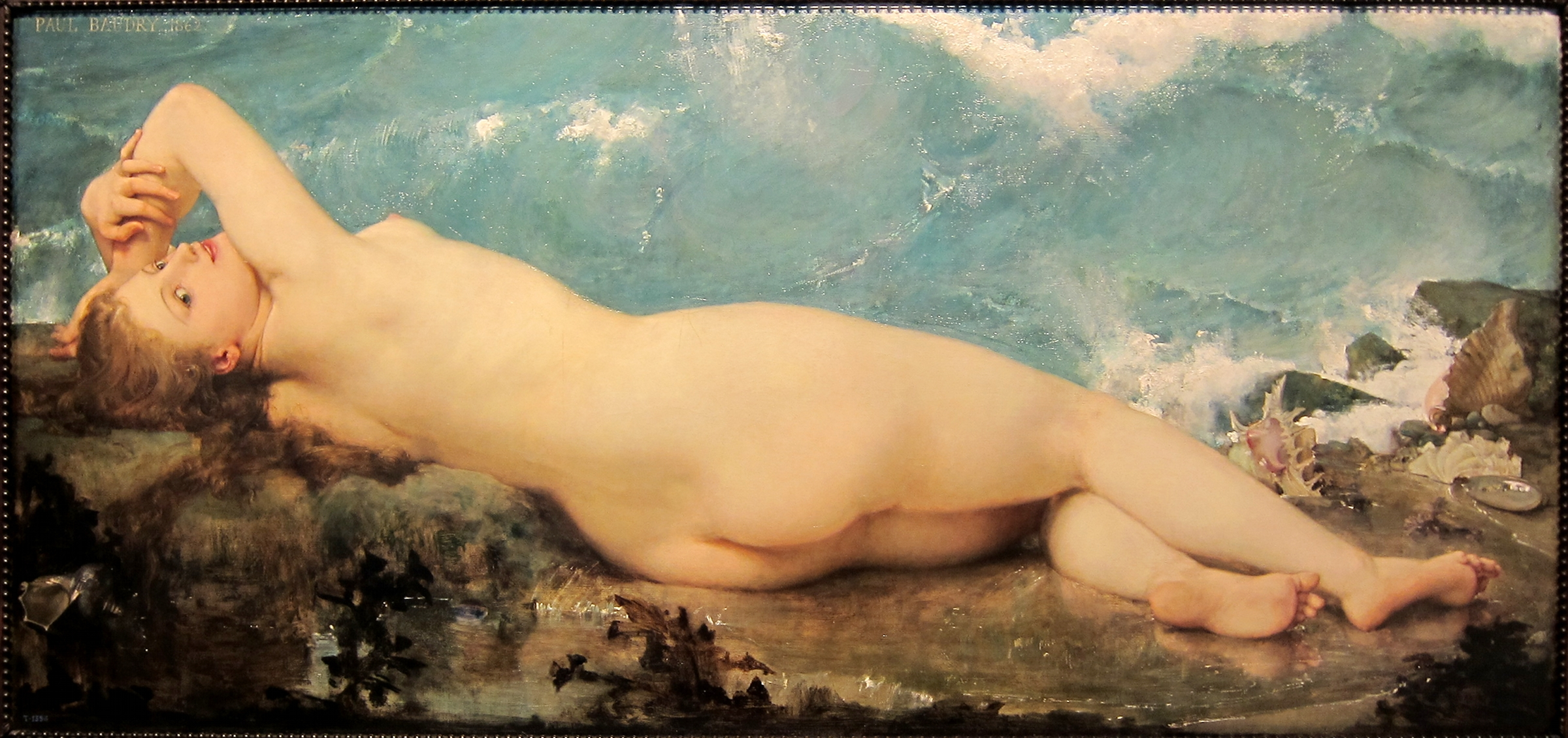
La Vague et la Perle (1862), Madrid, musée du Prado.
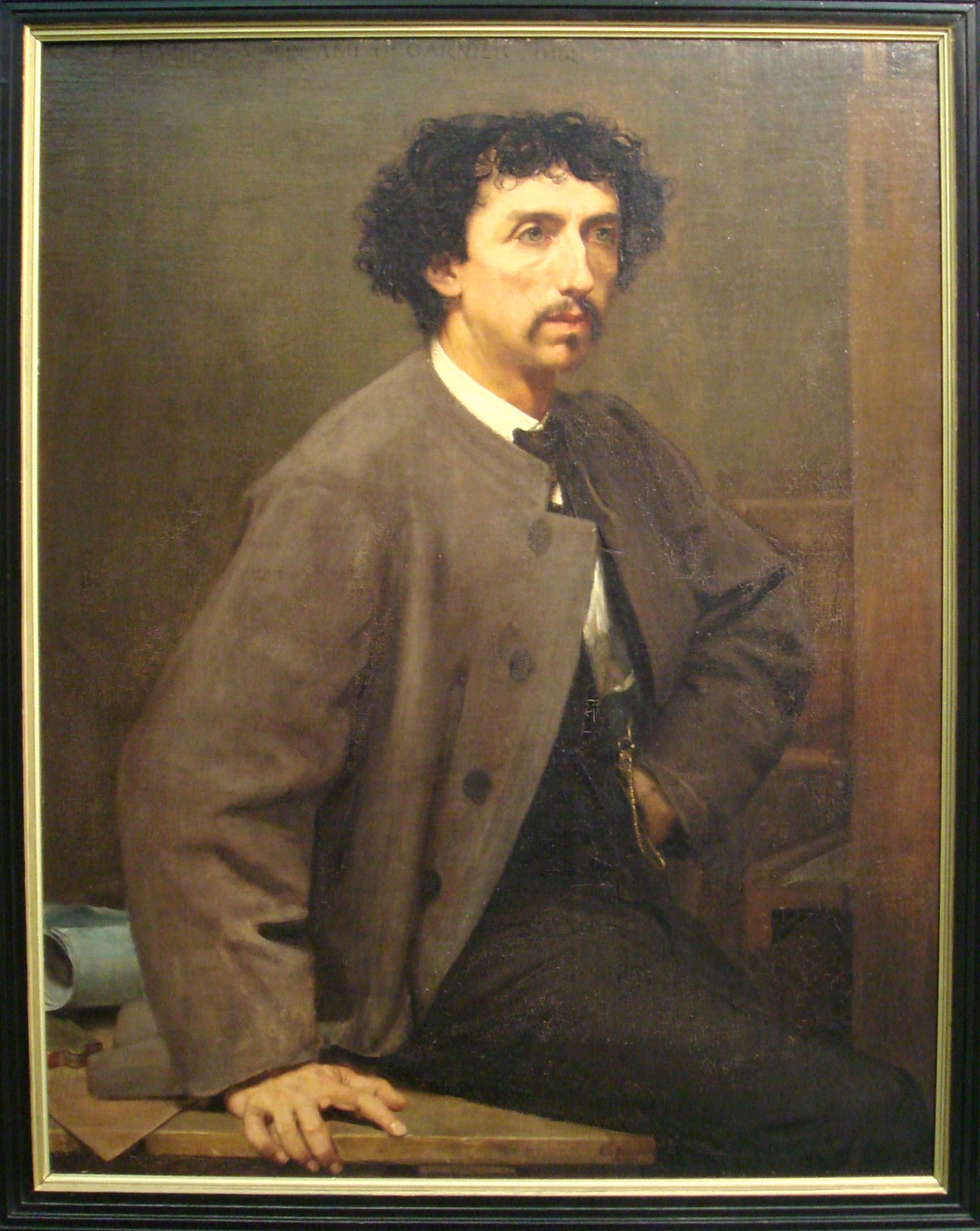
Charles Garnier (1868), Paris, musée d'Orsay.
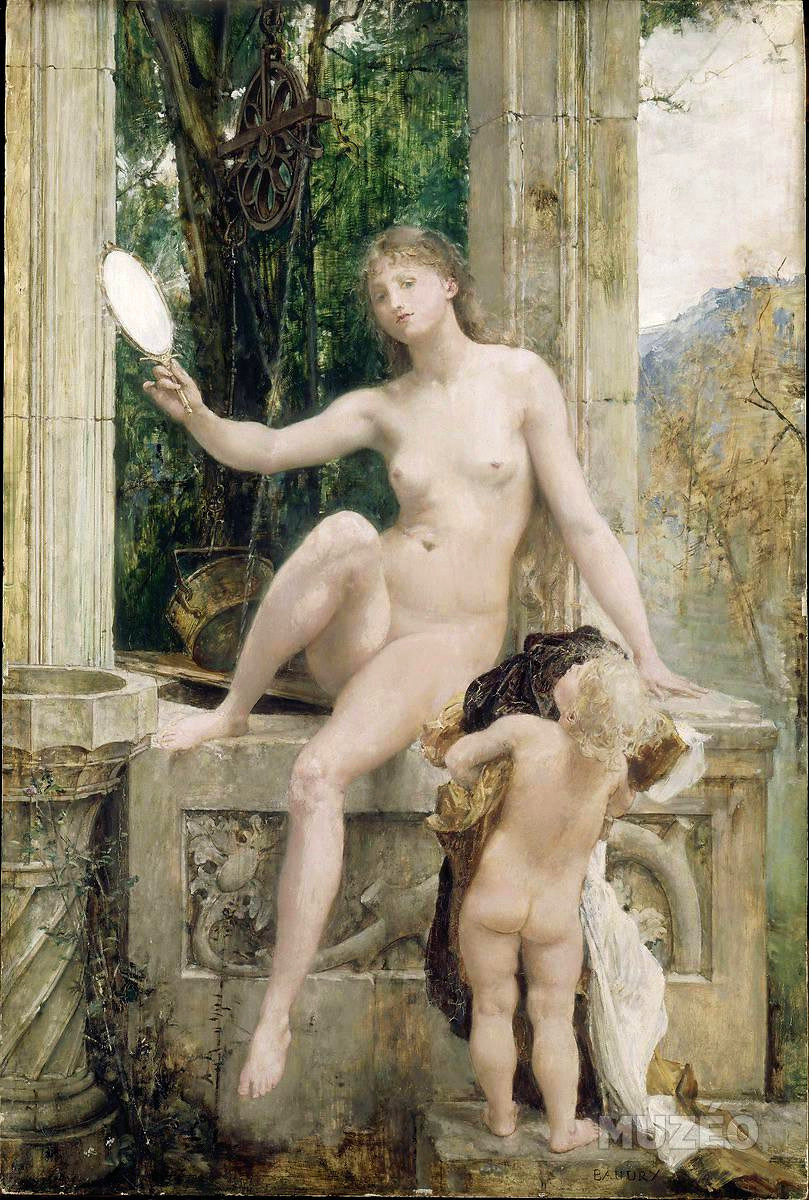
La Vérité (1882), Paris, musée d'Orsay.
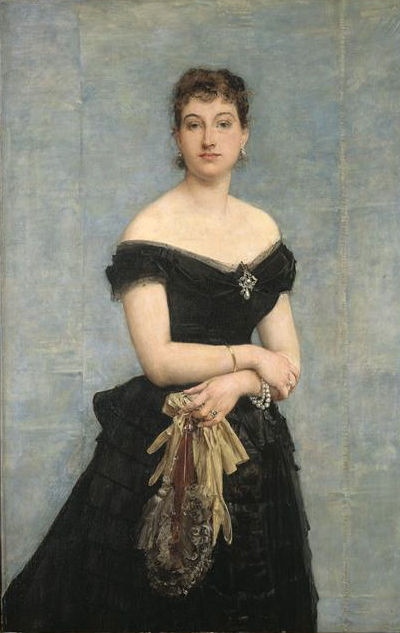
Madame Louis Singer, née Thérèse Stern (1884), Paris, Petit Palais.

### Œuvres décoratives
- Chantilly, château de Chantilly :
  - La Vision de saint Hubert, vers 1882, décor de la cheminée de la grande galerie des Cerfs, ex-salle à manger ;
  - Vénus jouant avec l'Amour ;
  - Diane au repos, 1858.
- Paris :
  - hôtel Fould, 1854, détruit.
  - hôtel Galliera[2], 1863.
  - hôtel de la Païva ; Le Jour pourchassant la Nuit, 1865.

Œuvres décoratives de Paul Baudry
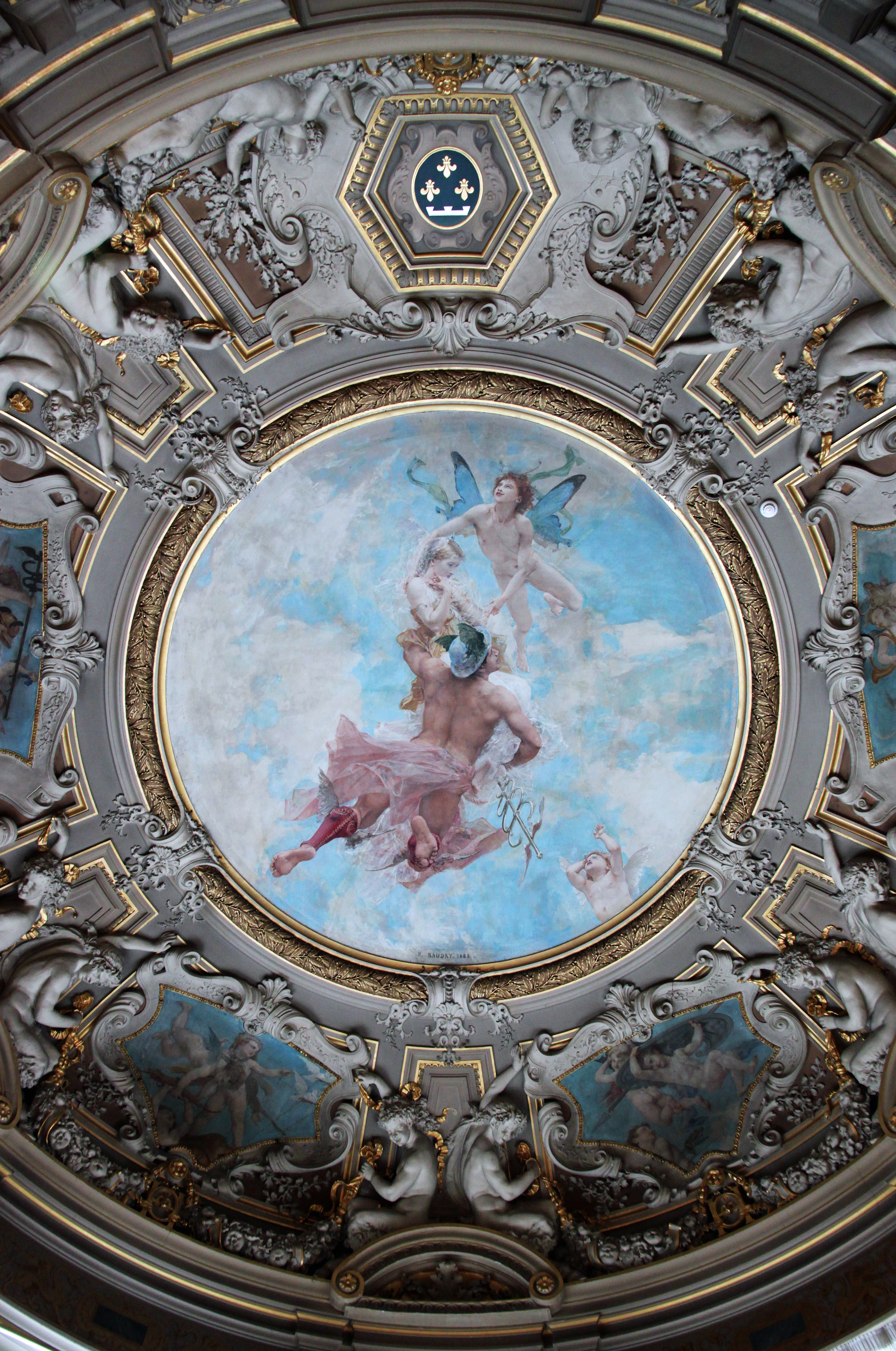
L'Enlèvement de Psyché (1885), Chantilly, musée Condé.
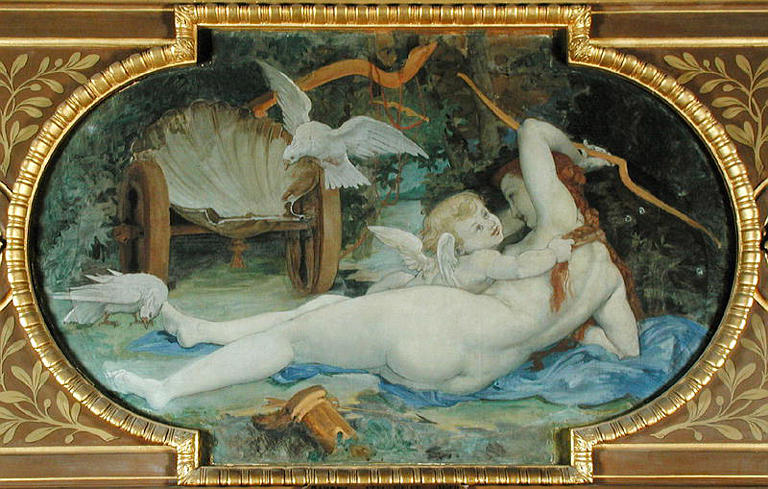
Vénus jouant avec l'Amour, Chantilly, château de Chantilly, galerie des Cerfs.
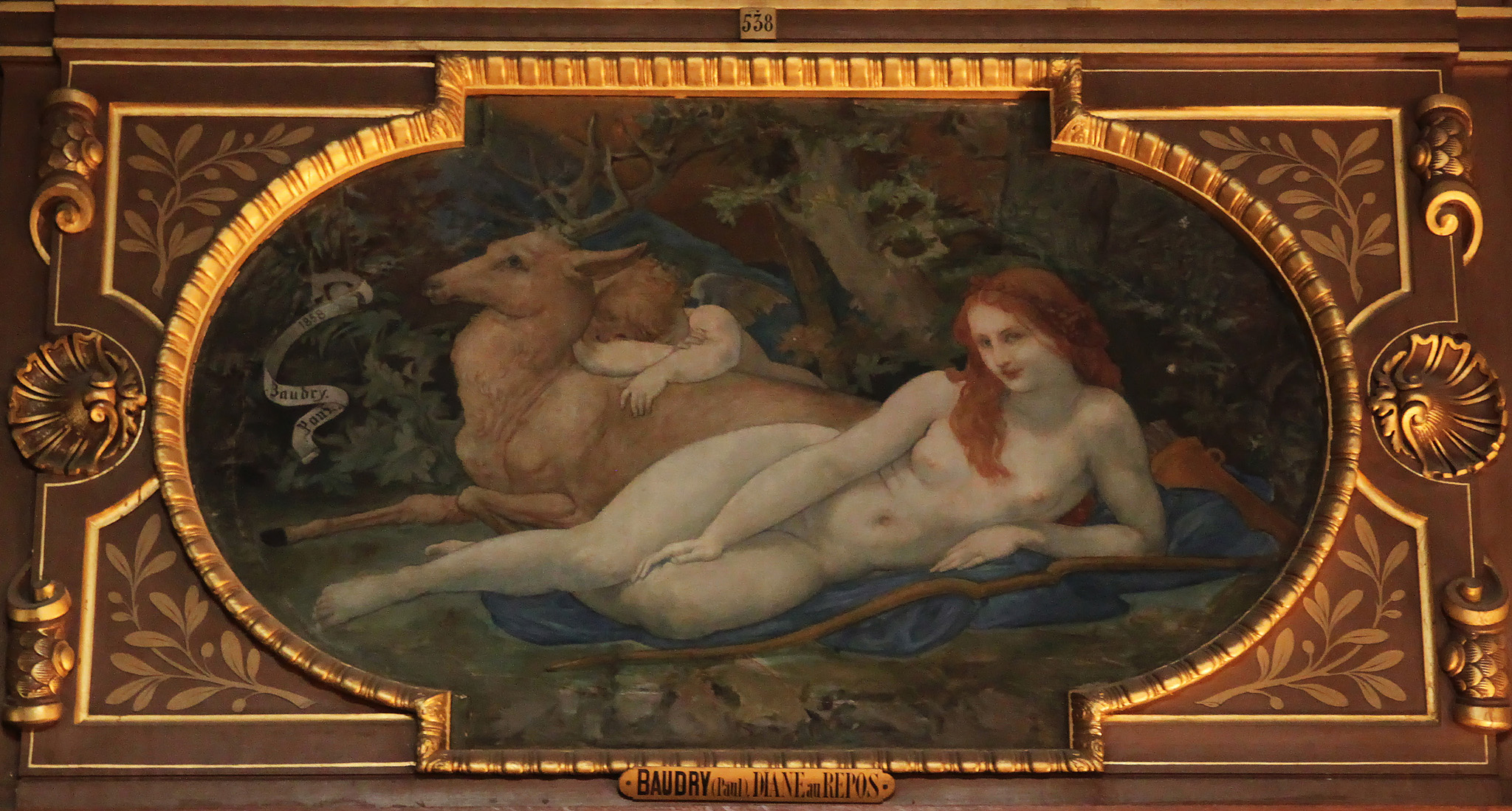
Diane au repos (1858), Chantilly, château de Chantilly, galerie des Cerfs.
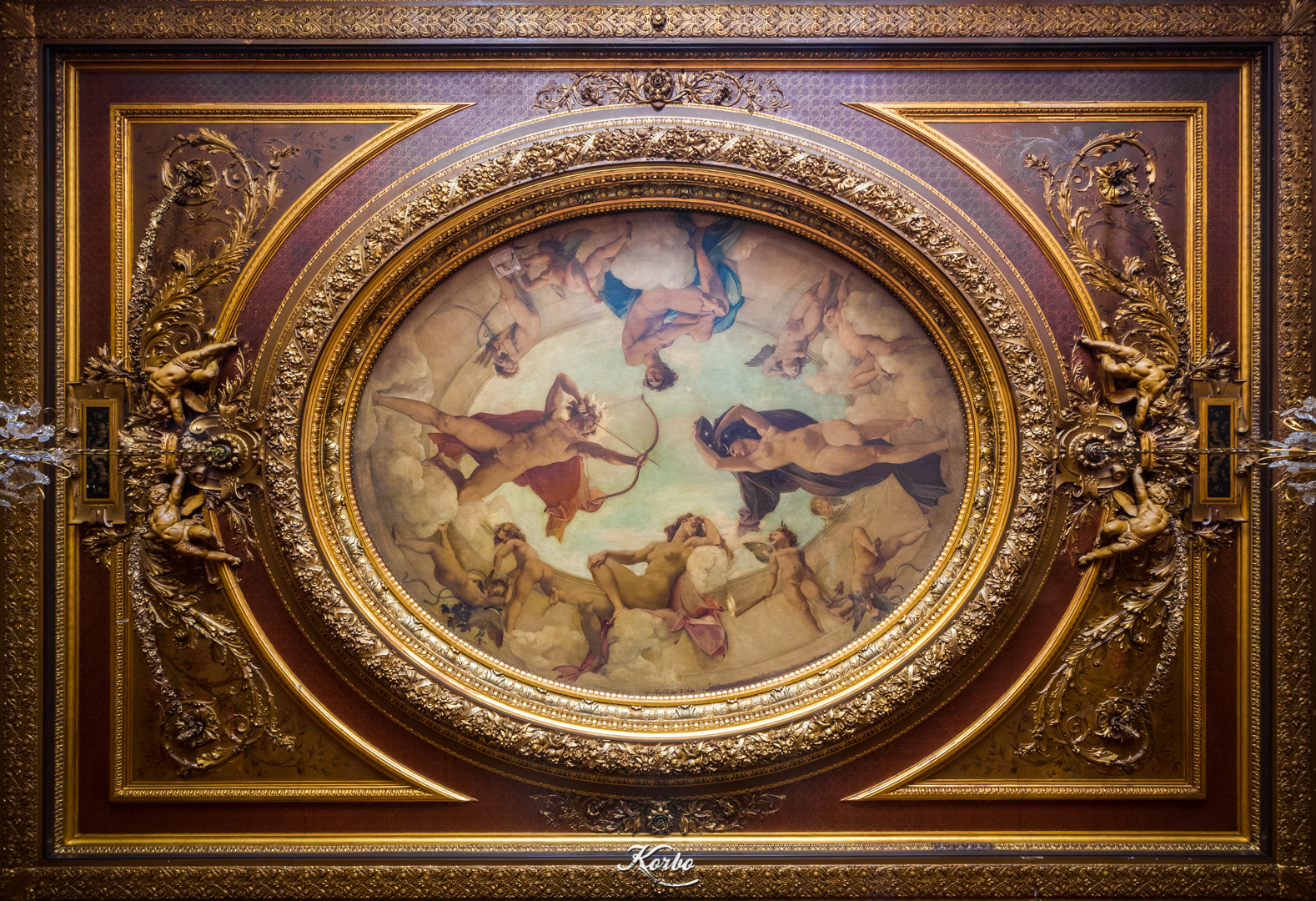
Le Jour pourchassant la Nuit (1865), Paris, hôtel de la Païva.
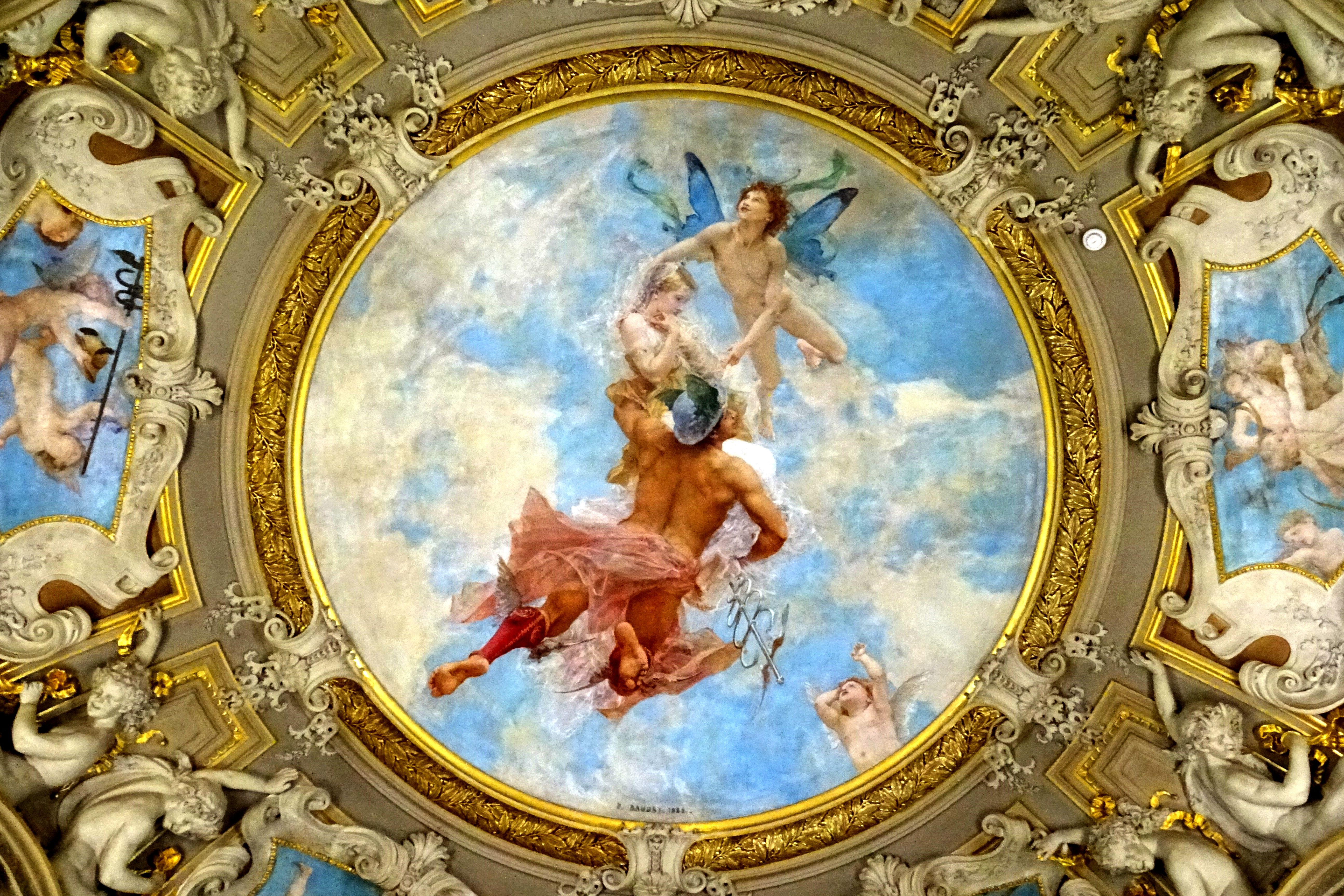
L'Enlèvement de Psyché (1885), Chantilly, musée Condé.

## Récompenses et distinctions
- Second prix de Rome en 1847.
- Grand prix de Rome en 1850.
- Médaille de 1re classe au Salon de 1859.
- Médaille d'honneur au Salon des artistes français de 1881.
- Chevalier de la Légion d'honneur le 2 juillet 1861.
- Officier de la Légion d'honneur le 12 août 1869.
- Commandeur de la Légion d'honneur le 3 mars 1879.

## Élèves
- René Ménard (1862-1930)
- Charles Moreau-Vauthier (1857-1924)